# Germany’s Next Topmodel/Staffel 2
Die zweite Staffel der deutschen Castingshow Germany’s Next Topmodel wurde vom 1. März 2007 bis zum 24. Mai 2007 auf dem Privatsender ProSieben ausgestrahlt. Als Siegerin wurde Barbara Meier gekürt, Zweite wurde Anni Wendler vor Hana Nitsche.

## Überblick
ProSieben zeigte die zweite Staffel ab dem 1. März 2007. Statt neun wurden diesmal zwölf Folgen sowie am 24. Mai 2007 das Finale ausgestrahlt. In der Jury saßen wie schon in Staffel 1 Heidi Klum, Model-Agent Peyman Amin und Bruce Darnell. Neu dabei war der Friseur und Visagist Boris Entrup, der Morbach ersetzte. Titelsong war Hit Me Up von Gia Farrell.
Die Show begann mit 100 aufgrund von Fotos, Videos und Telefongesprächen aus 16.421 Bewerberinnen ausgewählten Kandidatinnen, die einen Studiowalk zu absolvieren hatten. 25 Teilnehmerinnen durften mit einer Modenschau in der Halbzeitpause des Spiels von Borussia Dortmund gegen den VfB Stuttgart am 4. Februar 2007 weitermachen, danach schieden zehn Frauen, darunter die spätere ProSieben-Moderatorin Viviane Geppert, aus. Zwei von ihnen wurden später jedoch nachnominiert, nachdem vor der zweiten Episode zwei Endrundenteilnehmerinnen (Sophie und Alina) freiwillig ausstiegen.
Zusätzlich zur regulären Folge wurde ab Mitte März 2007 das von Charlotte Engelhardt moderierte 15-minütige Format Germany's Next Topmodel – Das Magazin ausgestrahlt. Dieses wurde werktäglich 20:00 Uhr gesendet und konnte nur mäßige Zuschauerquoten erreichen.
Die Gewinnerin Barbara Meier erhielt ein Cabrio und einen Vertrag mit Face Your Brand!, in dem vereinbart war, dass sie für die Modelagentur IMG Models arbeitet, auf dem Titelblatt der Cosmopolitan zu sehen ist und das Gesicht der neuen C&A-Werbekampagne wird.
Wenige Tage nach Ende der zweiten Staffel erschien eine Ausgabe der Zeitschrift Gala, bei welcher Heidi Klum als Chefredakteurin fungierte. Beiträge mit Lena Gercke, Gewinnerin der ersten Staffel, und Barbara Meier waren u. a. Bestandteil der Ausgabe. Eine Woche nach dem Finale wurde das Special Was keiner sah ausgestrahlt.

## Teilnehmerinnen
| Finalistinnen der 2. Staffel *                            | Finalistinnen der 2. Staffel * | Finalistinnen der 2. Staffel * | Finalistinnen der 2. Staffel * | Finalistinnen der 2. Staffel *                          |
| Teilnehmerin                                              | Platz                          | Alter                          | Wohnort                        | Beruf                                                   |
| --------------------------------------------------------- | ------------------------------ | ------------------------------ | ------------------------------ | ------------------------------------------------------- |
| Barbara Meier                                             | 1                              | 20                             | Amberg                         | Studentin (Mathematik)                                  |
| Anni Wendler                                              | 2                              | 21                             | Schwerin                       | Verkäuferin                                             |
| Hana Nitsche                                              | 3                              | 21                             | Oftersheim                     | Abiturientin                                            |
| Endrundenteilnehmerinnen der 2. Staffel *                 |                                |                                |                                |                                                         |
| Teilnehmerin                                              | Platz                          | Alter                          | Wohnort                        | Beruf                                                   |
| Fiona Erdmann                                             | 4                              | 18                             | Bremen                         | Gestaltungstechnische Assistentin                       |
| Mandy Graff                                               | 4                              | 18                             | Kehlen-Olm                     | Schülerin                                               |
| Anja Platzer                                              | 6                              | 19                             | St. Stefan im Rosental / Graz  | Studentin (Jura)                                        |
| Michaela Saskia „Milla“ Gräfin von Krockow                | 7                              | 20                             | Göttingen                      | Studentin                                               |
| Tonia Michaely**                                          | 8                              | 19                             | Berlin                         | Studentin (Gesellschafts- und Wirtschaftskommunikation) |
| Aneta Tober                                               | 8                              | 20                             | Castrop-Rauxel                 |                                                         |
| Denise Dahinten**                                         | 10                             | 19                             | Bruchköbel                     | Studentin (Dipl.-Wirtschaftsing. Facility Management)   |
| Alla Kosovan                                              | 11                             | 18                             | Berlin                         |                                                         |
| Janina Cüpper                                             | 12                             | 21                             | Aachen                         | Studentin (Biologie)                                    |
| Antje Pötke                                               | 13                             | 22                             | Berlin                         | Verkäuferin                                             |
| Enyerlina Sanchez                                         | 13                             | 25                             | Berlin                         | Innenarchitektin                                        |
| Janine Mackenroth                                         | 15                             | 18                             | München                        | Schülerin                                               |
| Alina Hegelmaier ***                                      | 16                             | 16                             | München                        |                                                         |
| Sophie Deahl ***                                          | 16                             | 17                             | Gammelsdorf                    |                                                         |
| * Stand der Angaben zu den Teilnehmerinnen: Staffelbeginn |                                |                                |                                |                                                         |
| ** Nachnominierte Kandidatinnen                           |                                |                                |                                |                                                         |
| *** Freiwillig ausgestiegen                               |                                |                                |                                |                                                         |

Die restlichen Teilnehmerinnen der Top 25 waren: Viviane Geppert, Doris (21), Sandra (23), Stefanie (21), Aysim (22), Valesca (16) und 2 weitere Kandidatinnen.

## Einschaltquoten
Eine unvollständige Auflistung gemessener Einschaltquoten und Marktanteile veranschaulicht die folgende Tabelle:
| Datum                  | Zuschauer | Zuschauer       | Marktanteil | Marktanteil     | Quelle        |
| Datum                  | Gesamt    | 14 bis 49 Jahre | Gesamt      | 14 bis 49 Jahre | Quelle        |
| ---------------------- | --------- | --------------- | ----------- | --------------- | ------------- |
| 1. März 2007           | 3,26 Mio. | 2,51 Mio.       | 10,7 %      | 19,9 %          | [ 6 ]         |
| 8. März 2007           | 2,91 Mio. | 2,21 Mio.       | 9,7 %       | 17,2 %          | [ 7 ]         |
| 15. März 2007          | 2,99 Mio. | 2,22 Mio.       | –           | 18,5 %          | [ 8 ]         |
| 22. März 2007          | 3,29 Mio. | 2,53 Mio.       | 10,5 %      | 19,6 %          | [ 3 ]         |
| 29. März 2007          | 3,41 Mio. | 2,54 Mio.       | 11,4 %      | 20,4 %          | [ 9 ]         |
| 5. April 2007          | 2,64 Mio. | –               | 9,0 %       | 16,5 %          | [ 10 ] [ 11 ] |
| 12. April 2007         | 3,05 Mio. | –               | 10,4 %      | 18,2 %          | [ 12 ]        |
| 19. April 2007         | 3,63 Mio. | 2,75 Mio.       | 12,4 %      | 22,9 %          | [ 13 ]        |
| 26. April 2007         | 3,76 Mio. | 2,93 Mio.       | 13,7 %      | 25,7 %          | [ 14 ]        |
| 3. Mai 2007            | 3,78 Mio. | 2,88 Mio.       | 13,0 %      | 23,6 %          | [ 15 ]        |
| 10. Mai 2007           | 3,97 Mio. | 2,96 Mio.       | 13,9 %      | 24,3 %          | [ 16 ]        |
| 17. Mai 2007           | 3,58 Mio. | 2,67 Mio.       | 12,2 %      | 22,3 %          | [ 17 ]        |
| 24. Mai 2007 (Finale)  | 4,49 Mio. | 3,26 Mio.       | 17,7 %      | 29,7 %          | [ 18 ]        |
| 31. Mai 2007 (Special) | 1,93 Mio. | 1,49 Mio.       | 7,1 %       | 13,5 %          | [ 5 ]         |

Aufgrund der über Senderschnitt liegender Zuschaueranteile der gesamten Staffel, wurde eine weitere Staffel in Auftrag gegeben.
| Folgen | Zeitraum               | Sendeplatz            | Zuschauer        | Zuschauer     | Marktanteil      | Marktanteil   | Quelle |
| Folgen | Zeitraum               | Sendeplatz            | Durchschnittlich | 14 – 49 Jahre | Durchschnittlich | 14 – 49 Jahre | Quelle |
| ------ | ---------------------- | --------------------- | ---------------- | ------------- | ---------------- | ------------- | ------ |
| 13     | 1. März – 24. Mai 2007 | Donnerstag, 20:15 Uhr | 3,45 Mio.        | 2,58 Mio.     | 11,9 %           | 21,4 %        | [ 10 ] |